# 條紋盤唇鰭
條紋盤唇鱨，為輻鰭魚綱鯰形目倒立鯰科的其中一種，分布於非洲安哥拉及波札那的奧塔萬戈河流域，體長可達6.4公分，棲息在多岩石的急流或蘆葦叢間，屬雜食性，以水生無脊椎動物及藻類為食。

## 扩展阅读
維基物種上的相關：條紋盤唇鱨